# Let's Play That
Let's Play That é um álbum gravado por Jards Macalé e Naná Vasconcelos em 1983, porém lançado comercialmente apenas em 1994.
O disco foi gravado numa jam session com os dois músicos nos Estúdios Transamérica, no Rio de Janeiro. O empresário Claudio Cohen, que bancou o aluguel do estúdio e a gravação, morreu num acidente de carro e não chegou a ouvir o álbum. O único outro músico que participa da gravação é o clarinetista Roberto Guima, na faixa Pano pra Manga. Guima morreu afogado poucos meses depois.
A faixa-título, com letra de Torquato Neto, parodia o Poema de Sete Faces de Carlos Drummond de Andrade. Puntos Cardinales, parceria com Jorge Mautner, é inspirada num discurso de Fidel Castro.

## Faixas
1. Let's Play That (Jards Macalé/Torquato Neto)
2. Pano pra Manga (Jards Macalé/Xico Chaves)
3. Mulheres no Retrato (Jards Macalé/Fausto Nilo)
4. Luz (Jards Macalé)
5. Lua Luar (Jards Macalé)
6. Língua de Mosquito (Domínio público)
7. Puntos Cardinales (Jards Macalé/Jorge Mautner)
8. Estranha (Jards Macalé/Xico Chaves)
9. Encontro (Jards Macalé/Naná Vasconcelos)
10. Let's Play That 2 (Jards Macalé/Torquato Neto)[6]